# Queen of the Universe (prima edizione)
La prima edizione di Queen of the Universe è andata in onda negli Stati Uniti dal 2 al 30 dicembre 2021 sulla piattaforma streaming Paramount+.
Il 10 novembre 2021 vengono annunciate le quattordici concorrenti, provenienti da tutto il mondo, che hanno l'obiettivo di essere incoronate come la prima Queen of the Universe.
Grag Queen, vincitrice dell'edizione, ha guadagnato come premio 250 000 dollari, una corona e uno scettro di Fierce Drag Jewels.

## Concorrenti
Le quattordici concorrenti che presero parte al reality show furono:
| Concorrente        | Vero nome               | Età | Città                       | Posizionamento       |
| ------------------ | ----------------------- | --- | --------------------------- | -------------------- |
| Grag Queen         | Grégory Mohd            | 26  | Canela – Brasile            | Vincitrice           |
| Ada Vox            | Adam Sanders            | 28  | San Antonio – Stati Uniti   | 2º posto             |
| Aria B Cassadine   | Quentin Reynolds        | 32  | Atlanta – Stati Uniti       | 3º posto             |
| La Voix            | Chris Dennis            | 41  | Londra – Regno Unito        | 4º/5º posto          |
| Rani Ko-He-Nur     | Sushant Divgikar        | 31  | Mumbai – India              | 4º/5º posto          |
| Leona Winter       | Rémy Solé               | 26  | Parigi – Francia            | 6º posto             |
| Gingzilla          | Benjamin Hudson         | 35  | Sydney – Australia          | 7º/8º posto          |
| Regina Voce        | Anuar Kuri              | 40  | Città del Messico – Messico | 7º/8º posto          |
| Matante Alex       | Alexandre Gemme         | 26  | Montréal – Canada           | 9º posto             |
| Betty Bitschlap    | Anders Bilberg          | 31  | Copenaghen – Danimarca      | Dal 10º al 14º posto |
| Chy'enne Valentino | Zelle                   | 41  | Chicago – Stati Uniti       | Dal 10º al 14º posto |
| Jujubee            | Airline Inthyrath       | 37  | Boston – Stati Uniti        | Dal 10º al 14º posto |
| Novaczar           | Noah Matan Spiegel-Blum | 25  | New York – Stati Uniti      | Dal 10º al 14º posto |
| Woowu              | Eli Woo                 | 28  | Canton – Cina               | Dal 10º al 14º posto |

## Tabella eliminazioni
| 1  | Grag      | Grag      | Aria B    | Grag      | Aria B  | Grag Queen       |
| 2  | Gingzilla | Gingzilla | Grag      | Rani      | Grag    | Ada Vox          |
| 3  | Leona     | Leona     | Rani      | Ada       | Ada     | Aria B Cassadine |
| 4  | Ada       | Ada       | Ada       | Aria B    | Rani    |                  |
| 5  | Regina    | Regina    | Gingzilla | La Voix   | La Voix |                  |
| 6  | Rani      | Rani      | La Voix   | Leona     |         |                  |
| 7  | Matante   | Matante   | Leona     | Gingzilla |         |                  |
| 8  | Aria B    | Aria B    | Regina    | Regina    |         |                  |
| 9  | La Voix   | La Voix   | Matante   |           |         |                  |
| 10 | Betty     | Betty     |           |           |         |                  |
| 11 | Chy'enne  | Chy'enne  |           |           |         |                  |
| 12 | Woowu     | Woowu     |           |           |         |                  |
| 13 | Novaczar  | Novaczar  |           |           |         |                  |
| 14 | Jujubee   | Jujubee   |           |           |         |                  |

     La concorrente ha vinto la gara
     La concorrente è arrivata in finale ma non ha vinto la gara
     La concorrente è arrivata in finale ma è stata eliminata
     La concorrente è salva ed accede alla puntata successiva (l'ordine è il medesimo all'ordine d'esibizione)
     La concorrente figura tra gli ultimi ed è a rischio eliminazione
     La concorrente è stata eliminata
     La concorrente è stata eliminata a seguito del ballottaggio
     La concorrente è stata precedente eliminata, ma è tornata in gara per volere dei giudici

## Giudici
- Graham Norton (Presentatore)
- Michelle Visage
- Leona Lewis
- Vanessa Williams
- Trixie Mattel

## Riassunto episodi

### Episodio 1 –This Is Me (Part 1)
Nel primo episodio di Queen of the Universe, vengono presentate le prime sette concorrenti che si esibiscono con un loro cavallo di battaglia.
| Ordine | Cantante           | Brano                                            | Risultato |
| ------ | ------------------ | ------------------------------------------------ | --------- |
| 1      | Grag Queen         | Rehab (Amy Winehouse)                            | Salva     |
| 2      | Betty Bitschlap    | Dance Monkey (Tones and I)                       | Eliminata |
| 3      | Chy'enne Valentino | Wrecking Ball (Miley Cyrus)                      | Eliminata |
| 4      | Woowu              | Material Girl (200 Du) (Madonna)                 | Eliminata |
| 5      | Novaczar           | I'm Not a Girl, Not Yet a Woman (Britney Spears) | Eliminata |
| 6      | Gingzilla          | Human (Rag'n'Bone Man)                           | Salva     |
| 7      | Leona Winter       | Non, je ne regrette rien (Édith Piaf)            | Salva     |

### Episodio 2 –This Is Me (Part 2)
Nel secondo episodio vengono presentate le ultime sette concorrenti che si esibiscono con un loro cavallo di battaglia. Al termine dell'ultima esibizione, tutte le concorrenti vengono chiamate davanti alla giura che ha decretato le prime sei concorrenti eliminate.
| Ordine | Cantante         | Brano                                                              | Risultato |
| ------ | ---------------- | ------------------------------------------------------------------ | --------- |
| 1      | Ada Vox          | At Last (Etta James)                                               | Salva     |
| 2      | Regina Voce      | Caruso (Lucio Dalla)                                               | Salva     |
| 3      | Rani Ko-He-Nur   | Piya Tu Ab To Aaja (Asha Bhosle) / Laila Main Laila (Pawni Pandey) | Salva     |
| 4      | La Voix          | Mourir sur scène (Dalida)                                          | Salva     |
| 5      | Jujubee          | Into You (Ariana Grande)                                           | Eliminata |
| 6      | Matante Alex     | He Taught Me How To Yodel (Taylor Ware)                            | Salva     |
| 7      | Aria B Cassadine | Rise like a Phoenix (Conchita Wurst)                               | Salva     |

### Episodio 3 –Turn Back Time
Nel terzo episodio si apre con le nove concorrenti che hanno superato il primo round d'esibizione, tra cui La Voix che è stata ripescata dalla giura, che si esibiscono un brano proveniente da un particolare periodo a loro caro. Al termine dell'ultima esibizione, tutte le concorrenti vengono chiamate davanti alla giura che ha decretato la concorrente eliminata tre le peggiori.
| Ordine | Cantante         | Brano                                              | Risultato    |
| ------ | ---------------- | -------------------------------------------------- | ------------ |
| 1      | Aria B Cassadine | You Make Me Feel (Mighty Real) (Sylvester)         | Salva        |
| 2      | Leona Winter     | The Winner Takes It All (ABBA)                     | Ballottaggio |
| 3      | Regina Voce      | Un-Break My Heart (Toni Braxton)                   | Ballottaggio |
| 4      | Grag Queen       | Dream a Little Dream of Me (The Mamas & the Papas) | Salva        |
| 5      | Matante Alex     | 9 to 5 (Dolly Parton)                              | Eliminata    |
| 6      | Rani Ko-He-Nur   | My Heart Will Go On (Céline Dion)                  | Salva        |
| 7      | Ada Vox          | I Put a Spell on You (Nina Simone)                 | Salva        |
| 8      | Gingzilla        | Believe (Cher)                                     | Salva        |
| 9      | La Voix          | Car Wash (Rose Royce)                              | Salva        |

### Episodio 4 –Duets
Nel quarto episodio si apre con le otto concorrenti che hanno superato il secondo round d'esibizione che, divise in quattro coppie, si esibiscono con un brano originale scritto da loro. Al termine dell'ultima esibizione, la coppia che ha ricevuto meno consensi dal pubblico viene eliminata, mentre i componenti della coppia collocata al penultimo posto si esibiscono con un cavallo di battaglia davanti alla giura che ha decretato l'elimiazione di una terza concorrente.
| Ordine | Cantante         | Brano                                        | Risultato    |  |
| ------ | ---------------- | -------------------------------------------- | ------------ |  |
| 1      | Grag Queen       | Damn that Man (Grag Queen & Rani Ko-He-Nur)  | Salve        |  |
| 1      | Rani Ko-He-Nur   | Damn that Man (Grag Queen & Rani Ko-He-Nur)  | Salve        |  |
| 2      | Gingzilla        | Girl Power (Gingzilla & Regina Voce)         | Eliminate    |  |
| 2      | Regina Voce      | Girl Power (Gingzilla & Regina Voce)         | Eliminate    |  |
| 3      | La Voix          | Friends Forever (La Voix & Leona Winter)     | Ballottaggio |  |
| 3      | Leona Winter     | Friends Forever (La Voix & Leona Winter)     | Ballottaggio |  |
| 4      | Ada Vox          | Back Off, Bitch (Ada Vox & Aria B Cassadine) | Salve        |  |
| 4      | Aria B Cassadine | Back Off, Bitch (Ada Vox & Aria B Cassadine) | Salve        |  |
|        |                  |                                              |              |  |
| 1      | La Voix          | Don't Rain on My Parade (Barbra Streisand)   | Salva        |  |
| 2      | Leona Winter     | The Edge of Glory (Lady Gaga)                | Eliminata    |  |

### Episodio 5 –Bad Girls
Nel quinto episodio si apre con le cinque concorrenti che hanno avuto accesso alle semifinali, che si esibiscono con un look ed una performance che rispecchi il tema Cattive ragazze. Al termine dell'ultima esibizione, le due concorrenti che hanno ricevuto più consensi dal pubblico accedono alla finale, mentre la terza finalista viene selezionata dalla giuria che, quindi, decreta l'eliminazione delle due concorrenti escluse.
| Ordine | Cantante         | Brano                                      | Risultato |
| ------ | ---------------- | ------------------------------------------ | --------- |
| 1      | Ada Vox          | Cuz I Love You (Lizzo)                     | Finalista |
| 2      | Rani Ko-He-Nur   | Bad Romance (Lady Gaga)                    | Eliminata |
| 3      | Aria B Cassadine | Bad Girls (Donna Summer)                   | Finalista |
| 4      | La Voix          | Welcome to Burlesque (Cher)                | Eliminata |
| 5      | Grag Queen       | Girls Just Want to Have Fun (Cyndi Lauper) | Finalista |

### Episodio 6 –Holi-Gay Finale
L'ultimo episodio si apre con l'ingresso delle tre finaliste, che si esibiscono con due canzoni, una a tema natalizio ed un proprio cavallo di battaglia. Al termine dell'ultima esibizione, le due concorrenti che hanno ricevuto più consensi dal pubblico accedono alla finalissima a due, dove la giuria ha il compito di decretare la vincitrice della prima edizione di Queen of the Universe.
| Cantante         | Ordine | Brano natalizio                             | Ordine | Brano della vittoria               | Risultato  |
| ---------------- | ------ | ------------------------------------------- | ------ | ---------------------------------- | ---------- |
| Grag Queen       | 1      | Jingle Bell Rock (Bobby Helms)              | 6      | Rise Up (Andra Day)                | Vincitrice |
| Aria B Cassadine | 2      | Rudolph the Red-Nosed Reindeer (Gene Autry) | 4      | This Is the Moment (Jekyll & Hyde) | Terza      |
| Ada Vox          | 3      | Pure Imagination (Gene Wilder)              | 5      | Open Arms (Journey)                | Seconda    |